# Daniel Gutzmann
Daniel Gutzmann (* 1984 in Hamburg) ist ein deutscher Sprachwissenschaftler und Heisenberg-Professor für Germanistische Linguistik, insbesondere Sprachsystem des Gegenwartsdeutschen, am Germanistischen Institut der Ruhr-Universität Bochum. Er ist vornehmlich für seine Arbeiten in der formalen Semantik und zur Expressivität bekannt. Seit 2019 ist er zudem Pressesprecher der Deutschen Gesellschaft für Sprachwissenschaft.

## Leben
Gutzmann studierte von 2004 bis 2008 Germanistik (u. a. bei Jörg Meibauer, Markus Steinbach und Jochen Geilfuß-Wolfgang), Philosophie (u. a. bei Elke Brendel) und Indologie an der Johannes Gutenberg-Universität Mainz. Nach dem M.A.-Abschluss 2008 war er zunächst Doktorand im Graduiertenkolleg Satzarten: Variation und Interpretation, bevor er 2010 wissenschaftlicher Mitarbeiter am Institut für Linguistik der Goethe-Universität Frankfurt bei Thomas Ede Zimmermann wurde. Nach der Promotion 2013 in allgemeiner Sprachwissenschaft an der Goethe-Universität bei Thomas Ede Zimmermann, Elin McCready und Hans-Martin Gärtner ging er 2015 an die Universität zu Köln, um am Institut für Deutsche Sprache und Literatur 1 zwei Jahre lang die Professur von Beatrice Primus zu vertreten. Nach Ende der Vertretungsprofessur blieb er in Köln, zunächst als Akademischer Rat (auf Zeit), ab 2020 dann als Akademischer Oberrat (auf Zeit), mit einer halbjährigen Unterbrechung, in der er nach Frankfurt zurückkehrte, um die Professur von Thomas Ede Zimmermann zu vertreten. In Köln habilitierte sich Gutzmann 2018 in Germanistischer Linguistik. Im Juli 2021 wurde Gutzmann in das Heisenberg-Programm der DFG aufgenommen, bevor er im Februar 2022 eine Heisenberg-Professur für Germanistische Linguistik an der Ruhr-Universität Bochum antrat.

## Forschung
In seiner sprachwissenschaftliche Forschung berührt Gutzmann Phänomene der formalen Semantik und Pragmatik sowie deren Schnittstellen (Syntax-Semantik-Schnittstelle; Semantik-Pragmatik-Schnittstelle). Er veröffentlichte Arbeiten zur gebrauchskonditionalen und expressiven Bedeutung, wie expressiven Ausdrücken, Modalpartikeln, oder Verumfokus und der Entwicklung einer mehrdimensionalen Semantik für gebrauchskonditionale Bedeutung. Darüber hinaus arbeitet er zuletzt verstärkt zu Kontextabhängigkeit und Kontexttheorien. Weitere Themen seiner Forschung umfassen Bullshit, Trolling, Fake News, Fiktion.

## Auszeichnungen und Preise
Für seine wissenschaftlichen Leistungen wurde Gutzmann mehrfach durch wissenschaftliche Preise ausgezeichnet. 2014 erhielt er für seine Dissertation den Wilhelm von Humboldt-Preis der Deutschen Gesellschaft für Sprachwissenschaft und 2016 den Heinz Maier-Leibnitz-Preis der DFG. Darüber hinaus wurde seine Habilitationsschrift mit dem Offermann-Hergarten-Preis der Offermann-Hergarten-Stiftung und Philosophischen Fakultät der Universität zu Köln ausgezeichnet. Während seines Studiums und der Promotion war er Stipendiat der Studienstiftung des deutschen Volkes.

## Wissenschaftskommunikation
Gutzmann ist seit 2019 Pressesprecher der Deutschen Gesellschaft für Sprachwissenschaft (DGfS) und engagiert sich für die sprachwissenschaftliche Wissenschaftskommunikation. Er betreibt einen YouTube-Kanal und betreut den YouTube-Kanal und Instagram-Kanal der DGfS. Er gibt regelmäßig Interviews für verschiedene Medien, unter anderem zu Themen wie Schimpf- oder Füllwörtern.

## Schriften (Auswahl)
- Use-conditional meaning. Studies in multidimensional semantics. Oxford 2015, ISBN 978-0-19-872383-7.
- The Grammar of Expressivity. Oxford 2019, ISBN  978-0-19-881212-8
- Semantik. Eine Einführung. Stuttgart 2019, ISBN 3-476-04869-1.
- The Wiley Blackwell Companion to Semantics. (Hg. von Daniel Gutzmann,  Lisa Matthewson, Cécile Meier, Hotze Rullmann und Thomas Ede Zimmermann). Oxford 2020, ISBN 978-1-118-78831-8